# Zemianske Kostoľany
Zemianske Kostoľany (em húngaro: Nemeskosztolány) é um município da Eslováquia, situado no distrito de Prievidza, na região de Trenčín. Tem 12,77 km² de área e sua população em 2018 foi estimada em 1.766 habitantes.

## Demografia
| Ano:        | 1994 | 2004   | 2014   | 2024   |
| ----------- | ---- | ------ | ------ | ------ |
| Broj ljudi: | 1656 | 1683   | 1741   | 1699   |
| Razlika:    |      | +1,63% | +3,44% | -2,41% |

| Ano:               | 2023 | 2024   |
| ------------------ | ---- | ------ |
| Número de pessoas: | 1724 | 1699   |
| Diferença:         |      | -1,45% |